# Stilobezzia crassiforceps
Stilobezzia crassiforceps är en tvåvingeart som beskrevs av Tokunaga 1963. Stilobezzia crassiforceps ingår i släktet Stilobezzia och familjen svidknott. Inga underarter finns listade i Catalogue of Life.